# Opera za trzy grosze (film 1931)
Opera za trzy grosze (niem. Die Dreigroschenoper) – niemiecki musical filmowy z 1931 roku w reżyserii Georga Wilhelma Pabsta. Adaptacja dramatu Bertolta Brechta z muzyką i piosenkami Kurta Weilla. Ironiczna wizja Londynu z czasów wiktoriańskich.

## Obsada
- Rudolf Forster
- Carola Neher
- Reinhold Schünzel